# 金纪发
金纪发(1943年4月—)笔名金己 是一位中国当代艺术画家，特别擅长抽象艺术。

## 生平
1943年4月出生在上海，1956年考入上海中学初中部，1958年升入高中部。1959年考入上海美专中专部。1961年中专毕业升入上海美专油画系。1965年毕业于上海美术专科学校油画系。毕业后在上海人民美术出版社工作，1984年担任上海大学美术学院油画系教师，2005年退休。